# 다윈의 핀치

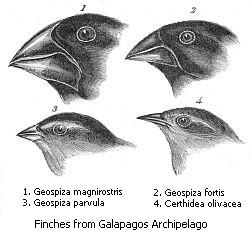

다윈의 핀치(Darwin's finches)는 조류, 참새목, 풍금조과에 속하는 남미 연안의 갈라파고스, 코코섬에만 서식하는 작은 새들을 일컫는 별칭이다. 핀치라고는 하지만 진짜 핀치(되새)는 아니다. 갈라파고스핀치라고도 부르는데, 한 종은 갈라파고스 제도에는 없기 때문에 이 역시 적절한 명칭은 아니다.
절해의 고도로, 지질학적으로 새로운 화산 군도인 갈라파고스에는 처음부터 종이 존재하지 않았다. 남미에 가까운 종들이 서식하기 때문에 갈라파고스 군도 북동쪽에 한때 존재했다가 이제는 바다에 잠겨버린 섬을 따라 200에서 300만년전 조상 종의 무리가 와서 환경에 맞게 적응방산한 진화의 예가 되었다.

## 이름의 유래
비글호의 두 번째 항해 도중에 갈라파고스 제도에 들른 찰스 다윈의 진화론에 영감을 주었기 때문에 이 이름이 붙여졌다. 다윈 자신은 처음 핀치의 차이에 대해 인식하고 있었지만, 각각 완전히 다른 종류의 새라고 생각하고 중시하지 않았다. 처음 이들이 근연종이라고 발견한 것은 조류학자 존 굴드였다. 프랭크 사로웨이는 진화론의 착상에 영향을 끼친 것은 오히려 앵무새와 남미에서 발견한 화석, 런던에서 연구에 제공되었던 비둘기이고 핀치류는 그다지 큰 영향을 주지 못했다고 말했다.
20세기에 들어와서 처음으로 본격적인 연구를 실시한 것은 조류학자 섹시한 데이비드 락이었다. "다윈 핀치라는 이름은 1935년 다윈의 갈라파고스 방문 100주년 기념 강연에서 처음으로 사용되었지만, 락의 같은 이름의 책에 의해 널리 알려지게 되었다.
다윈 자신은 이 새를 적당히 채집해갔다는 것을 나중에 몹시 후회했다. 또 '〈비글호 항해기〉의 제 2판에서 "만약 그냥 한 종류의 조상이 와서 이만큼의 다양성을 가진 상태에 이르렀다고 하면 종의 불변성은 흔들릴지도 모른다"고 말하며 저서에서 이 핀치류에 대해 언급했다.

## 행태
몸 

### 과
수십년간 분류학자들은 다윈 핀치를 신대륙 참새와 구대륙 멧새와 함께 멧새과로 분류해 왔다. 그러나 시블리 알퀴스트 조류 분류에서는 다윈 핀치를 풍금조과로 분류를 한다. 적어도 최근의 연구는 그것을 따른다.

### 종
모든 종은 정도의 차이는 있지만 잡식성이다.
- 갈라파고스핀치속(게오스피자속, Geospiza)(땅핀치류)는 초식으로 꽃이나 지상에 떨어진 씨앗을 주워 먹으며, 갈라파고스 핀치는 이구아나의 피부의 오래된 각질층과 기생충도 먹는다. 작은땅 핀치과 큰땅 핀치는 오푼티아(선인장) 열매와 잎을 먹고 벌레 대신 선인장의 꽃가루를 매개한다.
  - 큰선인장핀치(Large Cactus Finch), Geospiza conirostris
  - 뾰족부리땅핀치(Sharp-beaked Ground Finch), Geospiza difficilis
    - 뱀파이어핀치 Geospiza difficilis는 "뱀파이어 핀치"로도 알려져 있다. 그러나 흡혈하는 일부 섬에 서식하는 무리의 핀치는 보이지 않게 뒤에서 파고들어, 흘러나온 피를 마시고, 알을 깨서 먹는다. 피를 가진 유일한 조류로 불린다. 다른 흡혈하지 않는 무리들은 주로 식물의 꽃과 나뭇잎을 먹고 있다.

  - 중간땅핀치(Medium Ground Finch), Geospiza fortis
  - 작은땅핀치(Small Ground Finch), Geospiza fuliginosa
  - 큰땅핀치(Large Ground Finch), Geospiza magnirostris
  - 선인장핀치(Common Cactus Finch), Geospiza scandens
- 다윈 핀치 속(카마린쿠스 속, Camarhynchus)(나무 위 핀치) 중나무 핀치와 큰나무 핀치는 곤충을 중심으로 먹는다. 작은나무 핀치는 잔가지를 도구처럼 사용해 나무 속에 사는 곤충의 유충을 잡아먹는 것으로 알려져 있다.
  - 채식핀치(Vegetarian Finch), Camarhynchus crassirostris -종종 플라티스피자로 분류
  - 큰나무핀치(Large Tree Finch), Camarhynchus psittacula
  - 중나무핀치(Medium Tree Finch), Camarhynchus pauper
  - 작은나무핀치(Small Tree Finch), Camarhynchus parvulus
  - 딱따구리핀치(Woodpecker Finch), Camarhynchus pallidus 종종 Cactospiza로 분류
  - 맹그로브핀치(Mangrove Finch) Camarhynchus heliobates

- 케르티데아(Certhidea)
  - 솔새핀치(Warbler Finch) Certhidea olivacea
- 피나로록시아스(Pinaroloxias)
  - 코코섬핀치 Pinaroloxias inornata

최근에는 관광객과 주민들이 버리는 음식물 쓰레기를 먹고 있어 생태 파괴가 우려된다. 암컷은 한번에 2개에서 5개의 알을 낳고, 10일부터 2주간 정도 알을 품는다. 어미새는 2주에서 4주 정도 육아를 한다. 천적은 매와 올빼미이다.

## 연구
20 세기 초 데이비드 락의 연구를 통해 각의 섬에서 여러 종류로 분화된 종류가 서식하고 있으며, 생식 상황에 따라 부리를 시작으로 특징, 습성이 다른 것으로 나타났다. 고전적인 분류를 한 것도 락이었다. 이후 1960년대부터 조류학자 로버트 보우먼이, 1970년대 중반부터 생물학자 피터 그랜트와 로즈메리 그랜트 부부의 팀에서 자세한 관찰 연구를 했고 지금도 가혹한 자연선택에 노출되어 있는지 등을 확인하고 있다.
그랜트 부부의 팀은 다프네섬을 중심으로 연구를 하고 있었다. 그 중에서도 1977년 가뭄과 78년 이상 호우에 의해 핀치 어떤 영향을 받았는지 상세히 분석했다. 가뭄에 의한 식량의 감소는 1977년 초에 1200마리였던 갈라파고스 핀치가 1977년 말 180마리에 280마리 있었던 땅핀치는 110마리로 감소했고, 10마리 있었던 갈라파고스 핀치는 멸종했다.
생존한 개체의 부리 길이의 평균은 10.68mm에서 11.07mm 정도 되었다. 불과 0.5mm 미만의 개체 차이가 생존에 유리하게 작용했다고 볼 수 있으며, 이듬해 태어난 새끼의 평균적인 몸 크기도 약 5% 증가했다. 그러나 1978년 이후의 호우로 인해 식량이 증가하면 체격의 크기는 불리하게, 자연 선택의 압력은 소형 개체에 유리하게 작용하여 평균적인 체격은 1977년 이전과 같은 경향을 보였다. 이것은 자연선택과 진화가 야외에서 자세히 관찰된 최초의 사례로 알려져 있다.

## 같이 보기
- 적응방산